# Alulatettix kunmingensis
Alulatettix kunmingensis är en insektsart som beskrevs av Zheng, Z. 2006. Alulatettix kunmingensis ingår i släktet Alulatettix och familjen torngräshoppor. Inga underarter finns listade i Catalogue of Life.